# Keshorn Walcott
Keshorn Walcott (ur. 2 kwietnia 1993 w Toco) – trynidadzko-tobagijski lekkoatleta specjalizujący się w rzucie oszczepem.

## Kariera sportowa
Nie udało mu się awansować do finału mistrzostw świata juniorów młodszych (2009). W 2010 zwyciężył w juniorskich mistrzostwach Ameryki Środkowej i Karaibów oraz odpadł w eliminacjach mistrzostw świata juniorów. Zwycięzca CARIFTA Games z sezonu 2011 – w tym też roku był czwarty na mistrzostwach Ameryki Środkowej i Karaibów oraz siódmy podczas igrzysk panamerykańskich. W kwietniu 2012 ponownie zdobył złoty medal na zawodach CARIFTA Games. Złoty medalista mistrzostw Ameryki Środkowej i Karaibów juniorów oraz mistrz świata juniorów z 2012. Podczas igrzysk olimpijskich w Londynie, w tym samym roku, wywalczył złoty medal i został pierwszym od 1952 roku mistrzem olimpijskim w rzucie oszczepem, który pochodzi spoza Europy. Po powrocie Walcotta do ojczyzny jego imieniem nazwano jeden z samolotów linii Caribbean Airlines oraz wieżę kontroli lotów na lotnisku Piarco. Dzień, w którym Walcott wrócił z Londynu do Port-of-Spain ogłoszono dniem wolnym od pracy. W 2013 zmagał się z kontuzją i ostatecznie podczas mistrzostw świata w Moskwie nie awansował do finału. Srebrny medalista igrzysk Wspólnoty Narodów w Glasgow (2014). Złoty medalista igrzysk panamerykańskich w Toronto (2015). W 2016 zdobył brązowy medal igrzysk olimpijskich w Rio de Janeiro. Rok później w Londynie zajął siódme miejsce w finale mistrzostw świata w Londynie oraz kolejnej edycji zawodów w Dosze (2019).
Jest drugim w historii lekkoatletą, który w jednym sezonie zdobył złote medale mistrzostw świata juniorów oraz igrzysk olimpijskich.
Jego brat – Elton Walcott – również uprawia lekkoatletykę (jest trójskoczkiem).
Rekord życiowy: 90,16 (9 lipca 2015, Lozanna) – rezultat ten jest aktualnym rekordem Trynidadu i Tobago.

## Osiągnięcia
| Rok  | Impreza                                           | Miejsce          | Lokata            | Wynik |
| ---- | ------------------------------------------------- | ---------------- | ----------------- | ----- |
| 2009 | Mistrzostwa świata juniorów młodszych             | Tyrol Południowy | el. – 13. miejsce | 66,72 |
| 2010 | Mistrzostwa Ameryki Środkowej i Karaibów juniorów | Santo Domingo    | 1. miejsce        | 67,01 |
| 2010 | Mistrzostwa świata juniorów                       | Moncton          | el. – 16. miejsce | 66,05 |
| 2011 | CARIFTA Games                                     | Montego Bay      | 1. miejsce        | 72,04 |
| 2011 | Mistrzostwa Ameryki Środkowej i Karaibów          | Mayagüez         | 4. miejsce        | 70,98 |
| 2011 | Igrzyska panamerykańskie                          | Guadalajara      | 7. miejsce        | 75,77 |
| 2012 | CARIFTA Games                                     | Hamilton         | 1. miejsce        | 77,59 |
| 2012 | Mistrzostwa Ameryki Środkowej i Karaibów juniorów | San Salvador     | 1. miejsce        | 82,83 |
| 2012 | Mistrzostwa świata juniorów                       | Barcelona        | 1. miejsce        | 78,64 |
| 2012 | Igrzyska olimpijskie                              | Londyn           | 1. miejsce        | 84,58 |
| 2013 | Mistrzostwa świata                                | Moskwa           | el. – 18. miejsce | 78,78 |
| 2014 | Igrzyska Wspólnoty Narodów                        | Glasgow          | 2. miejsce        | 82,67 |
| 2014 | Puchar interkontynentalny                         | Marrakesz        | 3. miejsce        | 83,52 |
| 2015 | Igrzyska panamerykańskie                          | Toronto          | 1. miejsce        | 83,27 |
| 2015 | Mistrzostwa świata                                | Pekin            | el. – 26. miejsce | 76,83 |
| 2016 | Igrzyska olimpijskie                              | Rio de Janeiro   | 3. miejsce        | 85,38 |
| 2017 | Mistrzostwa świata                                | Londyn           | 7. miejsce        | 84,48 |
| 2018 | Igrzyska Ameryki Środkowej i Karaibów             | Barranquilla     | 1. miejsce        | 84,47 |
| 2019 | Igrzyska panamerykańskie                          | Lima             | 2. miejsce        | 83,55 |
| 2019 | Mistrzostwa świata                                | Doha             | 11. miejsce       | 77,47 |
| 2021 | Igrzyska olimpijskie                              | Tokio            | el. – 16. miejsce | 79,33 |
| 2022 | Mistrzostwa świata                                | Eugene           | el. – 16. miejsce | 78,87 |
| 2022 | Igrzyska Wspólnoty Narodów                        | Birmingham       | 4. miejsce        | 82,61 |
| 2022 | Mistrzostwa NACAC                                 | Freeport         | 2. miejsce        | 83,94 |
| 2023 | Mistrzostwa świata                                | Budapeszt        | el. –             | DNS   |
| 2023 | Igrzyska Ameryki Środkowej i Karaibów             | San Salvador     | 1. miejsce        | 83,60 |
| 2024 | Igrzyska olimpijskie                              | Paryż            | 7. miejsce        | 86,16 |